# Lijst van Surinaamse muziekstijlen
Dit is een lijst van Surinaamse muziekstijlen. De muziekstijlen horen specifiek bij Suriname en kennen in sommige gevallen een oorsprong in het oorspronkelijke land van een bevolkingsgroep.

## A
- Aleke
- Aseke

## B
- Baithak gana
- Banja
- Bigi-poku

## C
- Chutney

## K
- Kaboela
- Kaseko
- Kaskawi
- Kawina

## L
- Laku

## M
- Maraka

## P
- Pop-Jawa

## S
- Sambura
- Sekete
- Soko

## T
- Tuka